# Perama (gemeente)
Perama of Perama Peiraios (Grieks: Πέραμα of Πέραμα Πειραιώς) is een Griekse gemeente (dimos) in de Griekse bestuurlijke regio (periferia) Attica.
Niet te verwarren met de gelijknamige deelgemeente (Perama of Perama Ioanninon) van de fusiegemeente Ioannina in de bestuurlijke regio Epirus.